# 2008/2009 ISUジュニアグランプリシリーズ
2008/2009 ISUジュニアグランプリシリーズ（2008/2009 ISU Junior Grand Prix of Figure Skating）は、2008年（2008-2009シーズン）に行われる、フィギュアスケートのISUジュニアグランプリである。

## 開催地と日程
ISUジュニアグランプリの開催地はシーズンごとに変わる。2008-2009シーズンの開催地と日程は以下の通り。
- JGPクールシュベル（クールシュベル）：2008年8月27日-31日
- JGPメラーノ（メラーノ）：2008年9月3日-7日
- JGPメキシコ杯（メキシコシティ）：2008年9月10日-14日
- JGPチェコスケート（オストラヴァ）：2008年9月17日-21日
- JGPマドリード杯（マドリード）：2008年9月24日-28日
- JGPゴールデンリンクス（ゴメリ）：2008年10月1日-5日
- JGPスケートサファリ（ケープタウン）：2008年10月8日-12日
- JGPジョン・カリー記念（シェフィールド）：2008年10月15日-18日
- ISU JGPファイナル（韓国高陽市）：2008年12月10日-14日

なお、2008-2009シーズンのISUジュニアグランプリファイナルは、初めてISUグランプリファイナルと同時に開催される。

## 出場枠
2008/2009 ISUジュニアグランプリの出場枠は、2008年世界ジュニアフィギュアスケート選手権の結果に基づき、各国・地域に割り当てられる。シングルスケーティングの場合、1位-5位の選手が所属していた国・地域は8大会すべてに2名ずつの、6位-10位の選手が所属していた国・地域は8大会すべてに1名ずつの出場枠を得る。また、フリースケーティングに進出した選手が所属していた国・地域は7つの大会に1名ずつの、フリースケーティングには進出できなかったもののショートプログラムの順位が25位-30位の選手が所属していた国・地域は6大会に1名ずつの出場枠を得る。その他の国・地域は、5大会に1名ずつの出場枠を得る。割り当てられた出場枠を使用しない国・地域がある場合は、他の国・地域に出場枠を追加する条項がある。また、大会の開催国は、加えて3名までの選手を出場させることができる。
ペアスケーティングの場合、各国・地域は大会ごとに3組までのカップルを出場させることができる。また、大会の開催国は何組でも出場させることができる。なお、ペアスケーティング競技は8大会中4大会のみで開催される。
アイスダンスの場合、各国・地域は大会ごとに1組のカップルを出場させることができる。ただし、2008年世界ジュニアフィギュアスケート選手権で1位-5位となった選手が所属していた国・地域は、加えてもう1組のカップルを出場させることができる。また、大会の開催国は、加えて3組までのカップルを出場させることができる。
各国・地域の出場枠は以下の表の通りである。
| 出場枠               | 男子シングル                                                                  | 女子シングル                                                                                          | アイスダンス                                             |
| -------------------- | ----------------------------------------------------------------------------- | --- | -------------------------------------------------------- |
| 8大会に2名（組）ずつ | アメリカ合衆国 · ロシア · 中国 · チェコ · カナダ                              | アメリカ合衆国 · フィンランド · 日本 · ロシア · スウェーデン                                          | アメリカ合衆国 · カナダ · ロシア · ウクライナ · イタリア |
| 8大会に1名（組）ずつ | フランス · スイス · スペイン · ウクライナ · カザフスタン                      | ドイツ · カナダ · エストニア · スペイン · イタリア                                                    |                                                          |
| 7大会に1名（組）ずつ | 日本 · スウェーデン · ドイツ · スロバキア · ポーランド                        | 韓国 · スロバキア · ウクライナ · オーストリア · 中国 · ニュージーランド · オーストラリア · ハンガリー |                                                          |
| 6大会に1名（組）ずつ | エストニア · オーストリア · ノルウェー · フィンランド · イスラエル · イタリア | チェコ · アゼルバイジャン · チャイニーズタイペイ · デンマーク                                         |                                                          |

表にない国・地域は、シングルの場合5大会に1名ずつ、アイスダンスの場合8大会に1組ずつの選手を出場させることができる。

## 賞金
2008/2009 ISUジュニアグランプリ各大会の賞金は以下の表の通り（総額$22,500）。
| 順位 | 賞金額（男女シングル） | 賞金額（ペア・アイスダンス） |
| ---- | ---------------------- | ---------------------------- |
| 1位  | $2,000                 | $3,000                       |
| 2位  | $1,500                 | $2,250                       |
| 3位  | $1,000                 | $1,500                       |

2008/2009 ISUジュニアグランプリファイナルの賞金は以下の表の通り（総額$105,000）。
| 順位 | 賞金額（男女シングル） | 賞金額（ペア・アイスダンス） |
| ---- | ---------------------- | ---------------------------- |
| 1位  | $6,000                 | $9,000                       |
| 2位  | $5,000                 | $7,500                       |
| 3位  | $4,000                 | $6,000                       |
| 4位  | $3,000                 | $4,500                       |
| 5位  | $2,000                 | $3,000                       |
| 6位  | $1,000                 | $1,500                       |

## 競技結果

### 男子シングル
| 大会名                | 金                         | 銀                         | 銅                         |
| --------------------- | -------------------------- | -------------------------- | -------------------------- |
| JGPクールシュベル     | ミハル・ブジェジナ         | アーミン・マーバヌーザデー | フローラン・アモディオ     |
| JGPメラーノ           | ミハル・ブジェジナ         | カレン・オイ               | Alexander Nikolaev         |
| JGPメキシコ杯         | リチャード・ドーンブッシュ | エラッジ・バルデ           | 程功名                     |
| JGPチェコスケート     | アレクサンダー・ジョンソン | イヴァン・バリエフ         | 佐々木彰生                 |
| JGPマドリード杯       | アーミン・マーバヌーザデー | アルトゥール・ガチンスキー | 町田樹                     |
| JGPゴールデンリンクス | デニス・テン               | 楊超                       | 程功名                     |
| JGPスケートサファリ   | リチャード・ドーンブッシュ | イヴァン・バリエフ         | エラッジ・バルデ           |
| JGPジョン・カリー記念 | フローラン・アモディオ     | キーガン・メッシング       | アレクサンダー・ジョンソン |
| ISU JGPファイナル     | フローラン・アモディオ     | アーミン・マーバヌーザデー | リチャード・ドーンブッシュ |

### 女子シングル
| 大会名                | 金                         | 銀                       | 銅                       |
| --------------------- | -------------------------- | ------------------------ | ------------------------ |
| JGPクールシュベル     | クリスティーン・ムサデンバ | ベッキー・ベレスウィル   | ダイアン・シュミット     |
| JGPメラーノ           | メリッサ・ブランハギ       | 水津瑠美                 | ザラ・ヘッケン           |
| JGPメキシコ杯         | アマンダ・ドブス           | アレクシ・ギレス         | 郭珉整                   |
| JGPチェコスケート     | 藤澤亮子                   | アンジェラ・マクスウェル | ステファニア・ベルトン   |
| JGPマドリード杯       | クリスティーン・ムサデンバ | ベッキー・ベレスウィル   | 村上佳菜子               |
| JGPゴールデンリンクス | 今井遥                     | オクサナ・ゴゼワ         | 村元哉中                 |
| JGPスケートサファリ   | アレクシ・ギレス           | ダイアン・シュミット     | アマンダ・ドブス         |
| JGPジョン・カリー記念 | 村上佳菜子                 | 藤澤亮子                 | アンジェラ・マクスウェル |
| ISU JGPファイナル     | ベッキー・ベレスウィル     | 藤澤亮子                 | アレクシ・ギレス         |

### ペア
| 大会名                | 金                                                          | 銀                                                        | 銅                                                          |
| --------------------- | ----------------------------------------------------------- | --------------------------------------------------------- | ----------------------------------------------------------- |
| JGPクールシュベル     | 非実施                                                      | 非実施                                                    | 非実施                                                      |
| JGPメラーノ           | 非実施                                                      | 非実施                                                    | 非実施                                                      |
| JGPメキシコ杯         | クセニア・クラシルニコワ and コンスタンチン・ベズマテルニフ | エカテリーナ・シェレメティエワ and ミハイル・クズネツォフ | アナスタシヤ・マルチュシェワ and アレクセイ・ロゴノフ       |
| JGPチェコスケート     | リュボーフィ・イリュシェチキナ and ノダリー・マイスラーゼ   | サビナ・イマイキナ and アンドレイ・ノボセロフ             | クセニヤ・オゼロワ and アレクサンドル・エンベルト           |
| JGPマドリード杯       | 非実施                                                      | 非実施                                                    | 非実施                                                      |
| JGPゴールデンリンクス | リュボーフィ・イリュシェチキナ and ノダリー・マイスラーゼ   | クセニヤ・オゼロワ and アレクサンドル・エンベルト         | 張悦 and 王磊                                               |
| JGPスケートサファリ   | 非実施                                                      | 非実施                                                    | 非実施                                                      |
| JGPジョン・カリー記念 | アナスタシヤ・マルチュシェワ and アレクセイ・ロゴノフ       | サビナ・イマイキナ and アンドレイ・ノボセロフ             | 高橋成美 and マーヴィン・トラン                             |
| ISU JGPファイナル     | リュボーフィ・イリュシェチキナ and ノダリー・マイスラーゼ   | 張悦 and 王磊                                             | クセニア・クラシルニコワ and コンスタンチン・ベズマテルニフ |

### アイスダンス
| 大会名                | 金                                                  | 銀                                                    | 銅                                                        |
| --------------------- | --------------------------------------------------- | ----------------------------------------------------- | --------------------------------------------------------- |
| JGPクールシュベル     | マイア・シブタニ and アレックス・シブタニ           | カリス・ラルフ and アッシャー・ヒル                   | ルツィエ・ミズリヴェチュコヴァー and マチェイ・ノヴァーク |
| JGPメラーノ           | マディソン・チョック and グレッグ・ズーライン       | エカテリーナ・リャザーノワ and ジョナサン・ゲレイロ   | ロレンツァ・アレッサンドリーニ and シモーネ・バトゥーリ   |
| JGPメキシコ杯         | マディソン・ハベル and キーファー・ハベル           | カリス・ラルフ and アッシャー・ヒル                   | ヴァレリア・ゼンコワ and ヴァレリー・シニツィン           |
| JGPチェコスケート     | パイパー・ギレス and ザカリー・ダナヒュー           | マリナ・アンティポワ and アルチョム・クダシェフ       | Karen Routhier and Eric Saucke-Lacelle                    |
| JGPマドリード杯       | エカテリーナ・リャザーノワ and ジョナサン・ゲレイロ | マイア・シブタニ and アレックス・シブタニ             | アナスタシヤ・ヴィホドツェワ and アレクセイ・シュムスキー |
| JGPゴールデンリンクス | アリサ・アガフォノヴァ and ドミトロ・ドゥニ         | エカテリーナ・プシュカシュ and ドミトリー・キセリョフ | テラ・フィンドレイ and ブノワ・リショー                   |
| JGPスケートサファリ   | マディソン・ハベル and キーファー・ハベル           | パイパー・ギレス and ザカリー・ダナヒュー             | クセニヤ・モンコ and キリル・ハリャヴィン                 |
| JGPジョン・カリー記念 | マディソン・チョック and グレッグ・ズーライン       | アリサ・アガフォノヴァ and ドミトロ・ドゥニ           | Karen Routhier and Eric Saucke-Lacelle                    |
| ISU JGPファイナル     | マディソン・チョック and グレッグ・ズーライン       | マディソン・ハベル and キーファー・ハベル             | エカテリーナ・リャザーノワ and ジョナサン・ゲレイロ       |

## 各国メダル数
| 順 | 国・地域       | 金 | 銀 | 銅 | 計 |
| -- | -------------- | -- | -- | -- | -- |
| 1  | アメリカ合衆国 | 17 | 11 | 5  | 33 |
| 2  | ロシア         | 5  | 10 | 7  | 21 |
| 3  | 日本           | 3  | 3  | 4  | 10 |
| 4  | カナダ         | 0  | 3  | 3  | 6  |
| 5  | 中国           | 0  | 2  | 3  | 5  |
| 6  | チェコ         | 2  | 0  | 1  | 3  |
| 6  | フランス       | 1  | 0  | 2  | 3  |
| 8  | ウクライナ     | 1  | 0  | 1  | 2  |
| 8  | イタリア       | 0  | 0  | 2  | 2  |
| 10 | カザフスタン   | 1  | 0  | 0  | 1  |
| 10 | ドイツ         | 0  | 0  | 1  | 1  |
| 10 | 韓国           | 0  | 0  | 1  | 1  |